# Cmentarz żydowski w Strzelinie
Cmentarz żydowski w Strzelinie – został założony 15 maja 1815 roku. Mieścił się przy katolickiej nekropolii. Właścicielem kirkutu była gmina żydowska. W latach 40. XX wieku grzebano na nim robotników przymusowych z zagranicy. 9 maja 1944 kirkut został sprzedany burmistrzowi miasta. Nie zachowały się na nim żadne macewy.